# ويليام جونستون ريتشي
ويليام جونستون ريتشي هو محامي وقاضي وسياسي كندي، ولد في 28 أكتوبر 1813 في Annapolis Royal ‏ في كندا، وتوفي في 25 سبتمبر 1892 في أوتاوا في كندا. انتخب عضو الجمعية التشريعية لنيو برونزويك ‏ وانتخب Chief Justice of Canada ‏ (11 يناير 1879 – 25 سبتمبر 1892).